# Matteo Castaldo
Matteo Castaldo, född 11 december 1985, är en italiensk roddare.

## Karriär
Vid olympiska sommarspelen 2016 i Rio de Janeiro tog Castaldo brons tillsammans med Domenico Montrone, Matteo Lodo och Giuseppe Vicino i fyra utan styrman. Vid olympiska sommarspelen 2020 i Tokyo tog han ännu ett brons tillsammans med Matteo Lodo, Giuseppe Vicino, Marco Di Costanzo och Bruno Rosetti (tävlade endast i försöksheatet) i fyra utan styrman.